# Petar Pešić
Petar Pešić (serbio cirilico: Петар Пешић) era un general serbio y serdar del Reino de Montenegro. Durante su carrera militar, fue Ministro de Guerra, Jefe del Estado Mayor del Ejército del Reino de Yugoslavia y senador.

## Primera carrera
Nació el 26 de septiembre de 1871 en Niš, hijo de Todor Pešić, comerciante y Krajnalija nacido en Persida. Ingresó al ejército en 1889, como cadete de la promoción 22 de la escuela inferior de la Academia Militar. Continuó su formación como cadete del 5º grado de la Escuela Superior de la Academia Militar. Después de terminar la escuela, realizó una pasantía en Francia de 1900 a 1901. También completó la preparación del Estado Mayor.
Se casó en 1907 con Danica, hija de los generales Vasilije y Sofia Mostić. Su familia tenía una hermana, Danica, y un hermano, Jovan, que era oficial y cadete de la promoción 32 de la Academia Militar.

## Servicio activo
Después de graduarse en 1892, fue ascendido al rango de teniente de artillería y el primer cronograma se determinó en 1894 para convertirse en sargento de artillería. Luego fue elegido Comandante en Jefe del Ejército Activo de Milán I el 15 de octubre de 1897. Después de la salida del rey Milán de su cargo, continuó su servicio como oficial de ordenanzas del rey Aleksandar Obrenović del 29 de julio al 7 de diciembre de 1900. Fue Jefe de Estado Mayor del Área Divisional de Moravia de 1901 a 1903. El 10 de abril de 1903 fue nombrado comandante en funciones del 2.º Batallón del 7.º Regimiento de Infantería y el 6 de octubre del mismo año fue trasladado al puesto de Ayudante Jefe del Estado Mayor. Fue nombrado Jefe de Estado Mayor del Área Divisional de Timok el 10 de abril de 1904, y después, sólo unos meses más tarde, el 30 de junio, fue nombrado comandante del 2.º Batallón del 20.º Regimiento de Infantería. Además de sus funciones habituales, fue profesor asistente de Táctica desde el 29 de octubre de 1904 en la Academia Militar. Desde 1904 hasta 1912 fue miembro del Comité Central de Acciones Fronterizas. Continuó su servicio como Jefe de Estado Mayor del Área Divisional del Danubio y comandante del batallón de artillería. Pasó seis años en ese cargo, de 1904 a 1910. Durante ese período, además de sus funciones habituales, fue nombrado el 14 de mayo de 1906 para la ordenanza de Princípe Jorge y el 29 de enero de 1907 y para profesor titular de Táctica en la Academia Militar a Príncipe en 1910. Después de estos deberes, se convirtió en comandante del regimiento de infantería. Fue Ayudante General del Ejército desde el 3 de marzo de 1911 hasta 1912.

## Las Guerras Balcánicas y la Primera Guerra Mundial
Durante las Guerras de los Balcanes, fue nombrado Subjefe de Estado Mayor del 1.er Ejército. En septiembre de 1912 fue enviado a Lucerna para firmar un acuerdo de cooperación militar con Montenegro para la guerra contra Imperio otomano hacia mayo de 1913. El 10 de septiembre fue enviado a Grecia para concluir una convención militar para la guerra contra Bulgaria y en septiembre El 10 de enero fue enviado a Atenas como enviado militar y permaneció en ese cargo hasta el 28 de julio de 1914.
Conferencia de delegados del mando supremo aliado en 1916. Durante la Primera Guerra Mundial, fue enviado a Montenegro y el 29 de julio de 1914 fue nombrado Subjefe de Estado Mayor del Mando Supremo de Montenegro. Tras la dimisión del general Božidar Janković el 20 de abril de 1915, el Mando Supremo nombró al coronel Pešić Jefe de Estado Mayor del Mando Supremo montenegrino y delegado del Mando Supremo serbio en Montenegro. Permaneció en ese cargo hasta el 20 de enero de 1916, tras lo cual fue nombrado Subjefe de Estado Mayor del Mando Supremo de Serbia. Durante ese período, de enero a febrero, fue enviado como delegado a Chantilly a la Conferencia de Delegados del Alto Mando Aliado para organizar el rearme y equipamiento del Real Ejército Serbio.

## Servicio en Yugoslavia y carrera política
Tras el final de la guerra, de enero a septiembre, fue nombrado jefe de la misión militar de la delegación yugoslava en la Conferencia de Paz de París de 1919. El 20 de septiembre de 1919 fue nombrado Subjefe de Estado Mayor del Mando Supremo, y desde el 6 de mayo de 1920 fue nombrado Subjefe y Ayudante de Estado Mayor. El 10 de marzo de 1921 fue nombrado Comandante del Área Divisional de Sava, luego el 20 de julio fue transferido a Subcomandante del IV Distrito del Ejército y el 8 de diciembre del mismo año se convirtió en Jefe del Estado Mayor. En los gobiernos de Pašic desde el 4 de noviembre de 1922 hasta el 30 de julio de 1924, fue nombrado Ministro del Ejército y Marina. Posteriormente, fue reelegido Jefe del Estado Mayor y Ayudante Honorario del Rey. Permaneció en ese cargo hasta el 11 de abril de 1929 cuando se jubiló.
Se convirtió en embajador en Bélgica el 20 de abril de 1929 y el 4 de abril de 1930 en embajador en Checoslovaquia. Fue nuevamente el 15 de marzo de 1931 que fue devuelto como embajador en Bélgica y permaneció en ese cargo hasta el 28 de febrero de 1935. Después de estas funciones, perdió su empleo durante cuatro años. Se convirtió en senador real en 1939. Regresó de su retiro el 7 de noviembre de 1940 y nuevamente fue nombrado Ministro del Ejército y la Marina en el gobierno de Dragiša Cvetković. En este gobierno, tomó la decisión de unirse a las Potencias del Eje porque el Ejército Real Yugoslavo no estaba preparado para enfrentarse a los alemanes. Con el golpe de Estado yugoslavo del 27 de marzo de 1941 fue destituido de su cargo y retirado nuevamente. Después de la invasión de Yugoslavia, permaneció políticamente pasivo y pasó la ocupación en Belgrado.

### Muerte
Él y su esposa murieron el 6 de septiembre de 1944, durante el bombardeo aliado de Yugoslavia en la Segunda Guerra Mundial. Fue enterrado en el Cementerio Nuevo de Belgrado.

## Condecoraciones
- Orden de la Estrella de Karađorđe, con espadas, Grados III y IV

- Orden del Águila Blanca, Grado IV

- Orden de San Sava, Grado III

- Orden de la Cruz de Takovo, IV Grado

### Condecoraciones extranjeras
- Francia: Legion de Honor

- Rusia: Orden de San Estanislao

## Trabajos
- Rešavanje taktičkih zadataka, Belgrado, 1900
- Elementi taktike i takičke radnje, 1904
- Taktika konjice, 1906
- Duh savremenog ratovanja, 1910
- Srpska taktika, 1912
- Taktika I i II, Belgrado 1921
- Solunski front i vojnopolitička akcija, Belgrado 1921
- Proboj Solunskog fronta, 1922
- Naš rat sa Turcima 1876—1877. godine, 1925

## Otros cargos militares
| Comandante en Jefe del Ejército Activo de Milan I 15 de octubre de 1897-6 de marzo de 1889 29 de julio de 1900-27 de diciembre de 1900 |                                                                                              |                                                                              |
| Jefe de Estado Mayor del Área Divisional de Moravia 1901-1903                                                                          |                                                                                              |                                                                              |
| Jefe de Estado Mayor del Área Divisional del Danubio 1904-1910                                                                         |                                                                                              |                                                                              |
| Ayudante General del Ejército 3 de marzo de 1911-1912                                                                                  |                                                                                              |                                                                              |
| Subjefe de Estado Mayor del Mando Supremo de Montenegro 29 de julio de 1914-20 de abril de 1915                                        |                                                                                              |                                                                              |
| Predecesor Božidar Janković | Jefe de Estado Mayor del Mando Supremo de Montenegro 20 de abril de 1915-20 de enero de 1916 | Sucesor Janko Vukotić (como Jefe del Estado Mayor del Ejército montenegrino) |
| Delegado del Mando Supremo serbio en Montenegro 20 de abril de 1915-20 de enero de 1916                                                |                                                                                              |                                                                              |
| Subjefe de Estado Mayor del Mando Supremo de Serbia 20 de enero de 1916-Febrero de 1916                                                |                                                                                              |                                                                              |
| Comandante del Área Divisional de Sava 10 de marzo de 1921-20 de julio de 1921                                                         |                                                                                              |                                                                              |